# Белый, Александр Моисеевич
Александр Моисеевич Белый (1905 — 1981) — основатель Ильичёвского музея художественных искусств в Одесской области.

## Биография
Александр Моисеевич Белый родился 25 ноября 1905 года в городе Запорожье (бывший Александровск) в интеллигентной еврейской семье. Мама, домохозяйка, заботилась о трех сыновьях (Викторе, Эдуарде, Александре). Отец — участник 3-х революций, большевик.
С 1915 по 1918 гг. Александр учился в гимназии Черткова. С 1919 по 1922 гг. учился на электротехнических курсах. В своей автобиографии в графе соц. происхождение писал: «мещанин — рабочий».

## Этапы трудовой биографии
В 1923-1926 гг. был занят на общественных роботах в Одессе. В 1926 г. уезжает в Кременчуг трудиться на горэлектростанции. С 1936 по 1941 гг. жил в Балте, где работал главным энергетиком на швейной фабрике. В 1941 г. вместе с фабрикой был эвакуирован в Узбекистан. В 1944 г. после освобождения Украины возвратился в Харьков и принял участие в восстановлении мирной жизни города.
С 1944-1959 гг. трудился бригадиром, начальником электромонтажного цеха трамвайно-троллейбусного управления города Харькова. Будучи настоящим профессионалом — электриком, А. М. Белый считался лучшим рационализатором депо. Он внес более 70 рацпредложений по вопросам усовершенствования приспособлений, двигателей, за что был неоднократно награждён грамотами и премиями.
Живя в Харькове, А. Белый начинает собирать свою коллекцию прикладного искусства. Первоначально в 30-е годы он увлекся искусством Востока, в 50-х гг. он окончательно остановил свой выбор на русском художественном фарфоре.
В 1959 г. Александр Моисеевич Белый вернулся в горячо любимую Одессу, где успешно трудился по основной профессии — электриком трамвайно-троллейбусного депо. Там он организовал моторообматывающий цех, чтобы облегчить ремонт работы двигателей.

## Интересы
Человек разнообразных интересов, А. М. Белый был одним из активных книголюбов. Его библиотека насчитывала около 1000 томов. Рядом с художественными произведениями стояла техническая литература, книги по искусству. Говоря о фарфоре, А. Белый был не только собирателем, но я исследователем. Все своё свободное время он посвящал поиску и изучению фарфоровых изделий. Коллекционер был знаком со многими директорами, искусствоведами музеев, такими, как Эрмитаж, Исторический музей. Музей керамики в Кускове и др.

## Жена А. М. Белого — Е. Б. Зильберт
Верным соратником, помощником и другом была его жена — Зильберт Е. Б. (16.08-1910 — 2.12.1992) Евгения Борисовна родилась в Санкт-Петербурге в семье служащего, получила прекрасное домашнее начальное образование, затем продолжила учёбу в гимназии и специализированной немецкой школе. Семья была дружной, большой культуры и высокой духовности. Брат дедушки и двоюродный брат окончили академию художеств.
После окончания школы Евгения попыталась поступить в академию художеств, однако социальное происхождение не позволило ей получить высшее образование. Несмотря на это, живописью Евгения занималась с раннего детства. Не получив возможности учиться в художественном вузе, постоянно занималась в изостудиях, очень много писала, постигая секреты изобразительного искусства.
По профессии технолог — электрик Евгения Борисовна приняла участие в 50 выставках, в том числе в международных выставках художников любителей в Женеве. Евгении Борисовне не был чужд дух коллекционирования, она собирала марки, поэтому понимала увлечение мужа и всячески его поддерживала в стремлении собрать достойную коллекцию фарфора.

## Создание музея на основе личной коллекции
На протяжении 40-летнего упорного труда Белому удалось собрать одно из крупнейших собраний художественного отечественного фарфора не только Украины, но и во всем СССР. Коллекция представляла собой систематизированное собрание, отражающее поэтапное развитие этого вида декоративно — прикладного искусства. В 1975 г. А.Белый обращается в партийные и государственные органы Ильичевска для оказания содействия по созданию музея. Он передает в дар городу 420 предметов из фарфора. На сегодня музейное собрание хранит 800 предметов из его коллекции (благодаря дополнительным дарениям и завещанию). Передав своё собрание государству, А.Белый принимал активное участие в становлении музея, который он и возглавлял. Открытие состоялось 1 августа 1977 г.
Сотрудниками музея во главе с А. Белым был проделан огромный объём работы по созданию экспозиции, которая первоначально размещалась в 3-х комнатной квартире в подвальном помещении, приспособленном под экспозицию. С этого времени музей посетили тысячи ильичевцев и гостей города. О музее пишут не только украинские журналисты, но в центральної прессы Союза («Известия», «Литературная газета»). До последних лет жизни Александр Моисеевич Белый возглавлял музей. После сто смерти Зильберт Евгения Борисовна продолжила это благородное дело. По её завещанию музею перешли в дар антикварная мебель, библиотека с картинами самой художницы. Ильичевский музей стал одним из первых в СССР музеев личных коллекций.
Собрание фарфора такой художественной ценности — большая редкость. Оно уникально. Только бесконечно увлечённый коллекционер способен подчинить свою жизнь любимому делу, мог создать свой музей. А. М. Белый служил своей мечте с полной самоотдачей. К счастью, он был понят и поддержан в этом стремлении своей женой. Огромный интерес, энтузиазм нашли отклик в сердцах благодарных сограждан. Ильичёвскому музею абсолютно заслуженно присвоено имя его создателя — Александра Моисеевича Белого.